# Chaetodon lunulatus
El pez mariposa Chaetodon lunulatus es un pez marino, de la familia de los Chaetodontidae. 
Sus nombres comunes más populares en inglés son Oval butterflyfish, o pez mariposa oval, y Redfin butterflyfish, o pez mariposa de aleta roja.

## Morfología
Posee la morfología típica de su familia, cuerpo ovalado y comprimido lateralmente, aunque en su caso, su perfil ovalado es más acentuado. 
La coloración general del cuerpo es rosa claro en la zona dorsal, fundiendo a amarillo hacia el vientre. Varias rayas de color púrpura diagonales, casi horizontales, atraviesan el cuerpo. Las aletas pectorales y las pélvicas son amarillas. Las aletas dorsal, anal y caudal, tienen una línea gruesa en color negro con el margen amarillo. En el margen de la aleta anal, tiene una franja de color marrón rojizo, de ahí uno de sus nombres comunes. La cabeza también es amarilla, con la raya negra atravesando el ojo, tan característica del género, que en su caso tiene un margen amarillo. La boca es negra.
Tiene 13 o 14 espinas dorsales, entre 20 y 22 radios blandos dorsales, 3 espinas anales, y entre 18 y 21 radios blandos anales.
Alcanza los 14 cm de largo.
Su parecido con la especie C. trifasciatus es enorme.  Se trata de especies casi idénticas en apariencia, diferenciándose en que C. trifasciatus tiene la parte anterior de la aleta caudal amarilla-naranja y C. lunulatus tiene esa parte blanca-azulada; y también en que las bandas negras que atraviesan los ojos, en el caso de C. trifasciatus no se llegan a unir en la parte superior de la cabeza, mientras que en C. lunulatus si lo hacen. Por otro lado, en áreas donde los rangos de distribución se unen, como en isla Navidad, se producen hibridaciones entre las dos especies, resultando individuos cuyas diferencias reseñadas anteriormente se difuminan.

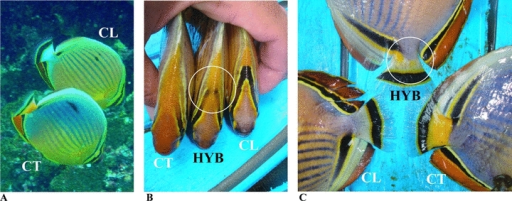
Híbrido de Chaetodon trifasciatus y C. lunulatus

## Hábitat y comportamiento
Especie asociada a arrecifes, tanto en laderas exteriores, como en lagunas con rico crecimiento coralino. Normalmente se les ve en parejas, son monógamos de por vida. Habitan en colonias coralinas, alimentándose durante el día y resguardándose bajo el coral por la noche. Es una especie muy común, con densidades de 2.83 individuos por 200 m² en el norte de la Gran Barrera de Arrecifes.
Su rango de profundidad está entre 3 y 30 metros.

## Distribución geográfica
Se distribuye ampliamente en aguas tropicales del océano Indo-Pacífico. Es especie nativa de Australia; Camboya; China; Islas Cook; Filipinas; Fiyi; Guam; Indonesia; Japón; Kiribati; Malasia; Islas Marshall; Micronesia; Nauru; Nueva Caledonia; Niue; Isla Norfolk;  Islas Marianas del Norte; Palaos; Papúa Nueva Guinea;  Polinesia; Samoa; Singapur; Islas Salomón; Taiwán; Tailandia; Tokelau; Tonga; Tuvalu; Hawái; Vanuatu; Vietnam y Wallis y Futuna.

## Alimentación
Se alimenta exclusivamente de corales, aunque de una gran variedad de diferentes especies.

## Reproducción
Son dioicos, o de sexos separados, ovíparos, y de fertilización externa. El desove sucede antes del anochecer. Forman parejas durante la maduración para toda su vida, y durante el ciclo reproductivo, pero no protegen sus huevos y crías después del desove.

## Galería

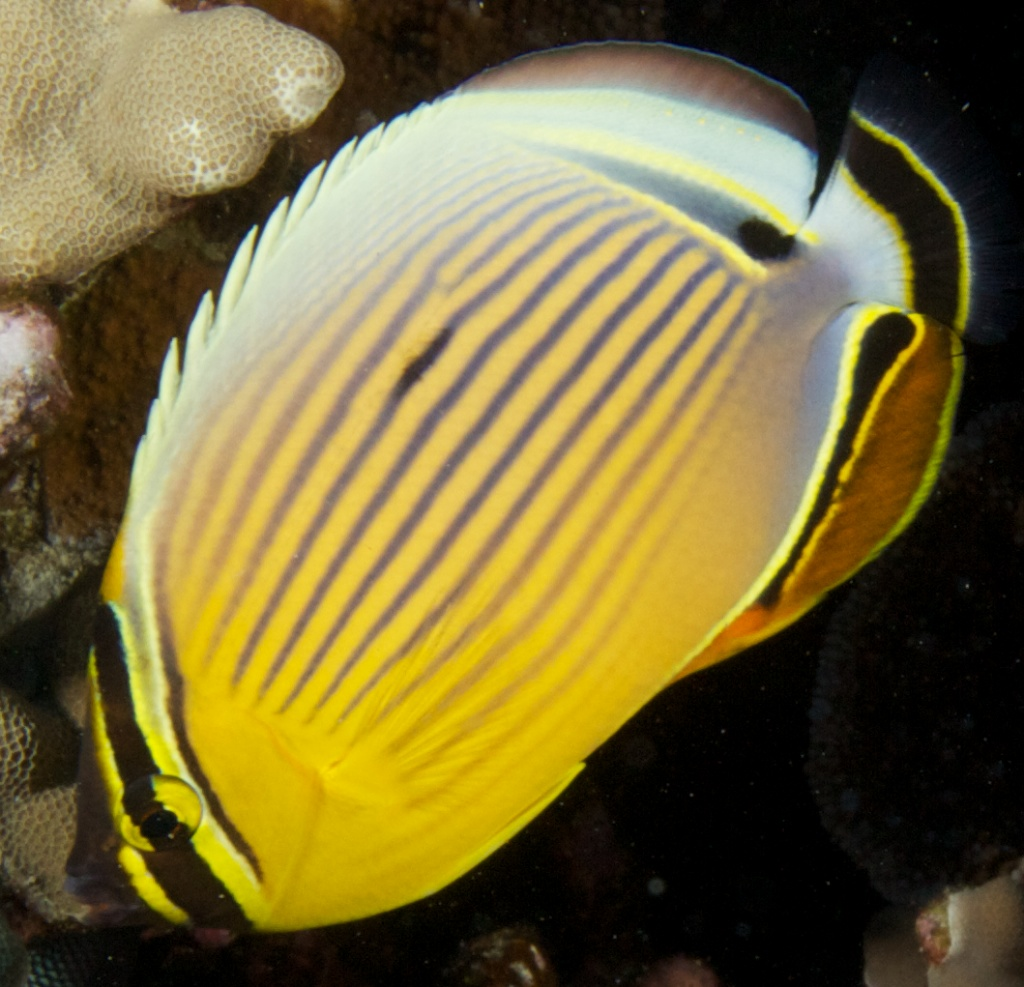
C. lunulatus
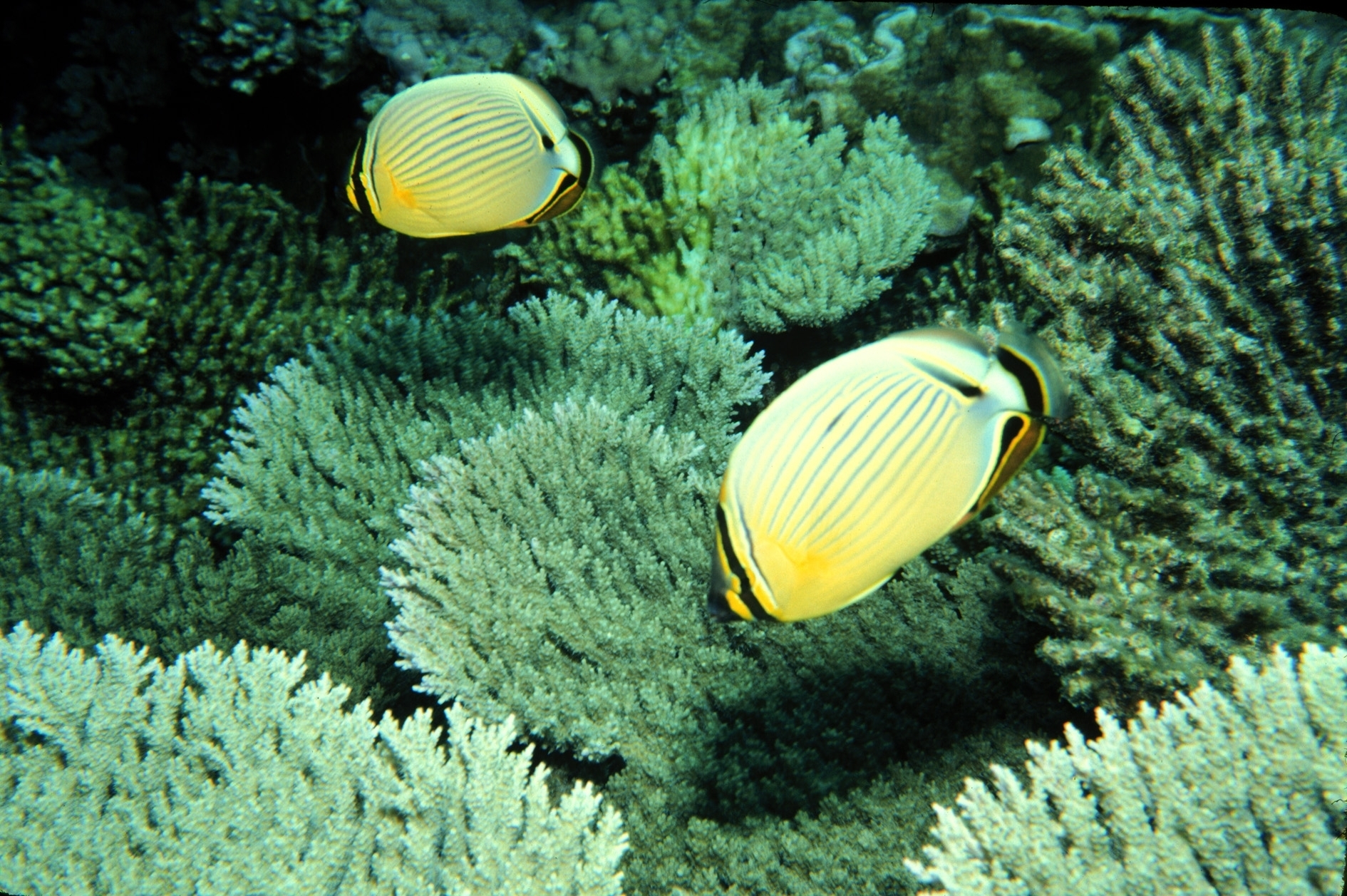
Pareja de C. lunulatus alimentándose en colonias de Acropora cytherea, en el atolón Johnston
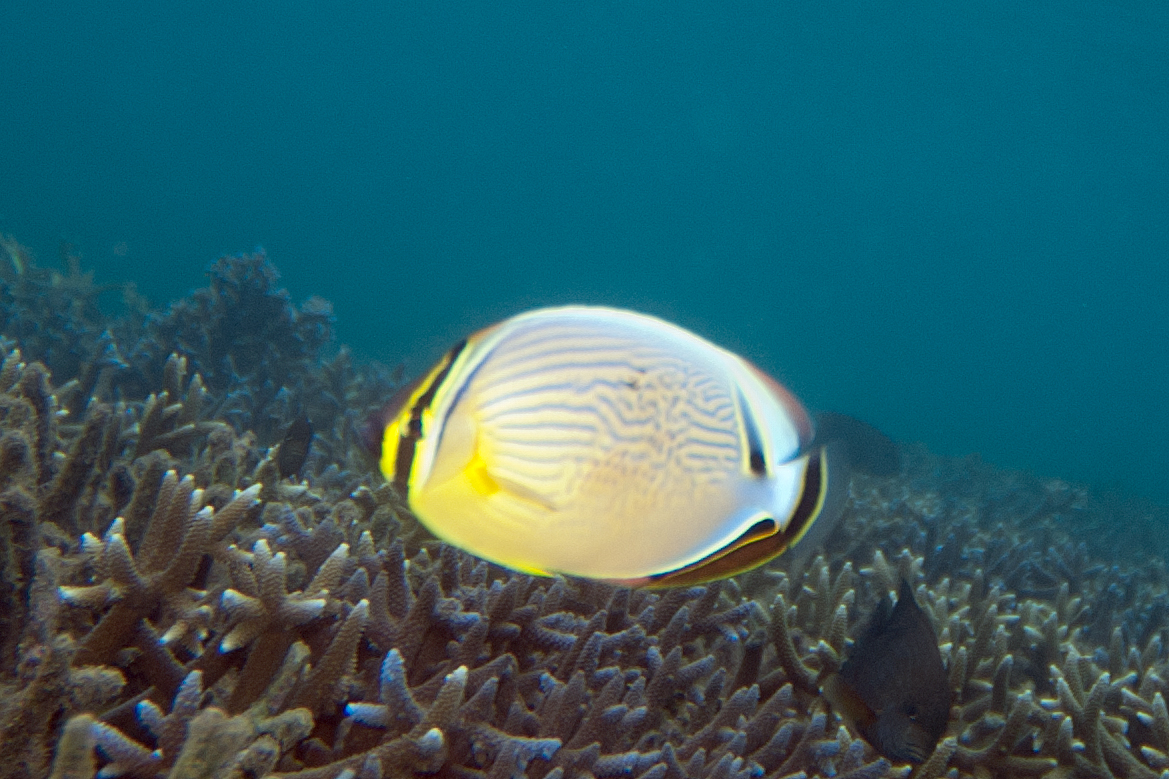
C. lunulatus con una irregularidad, las líneas horizontales se quiebran en el centro del cuerpo
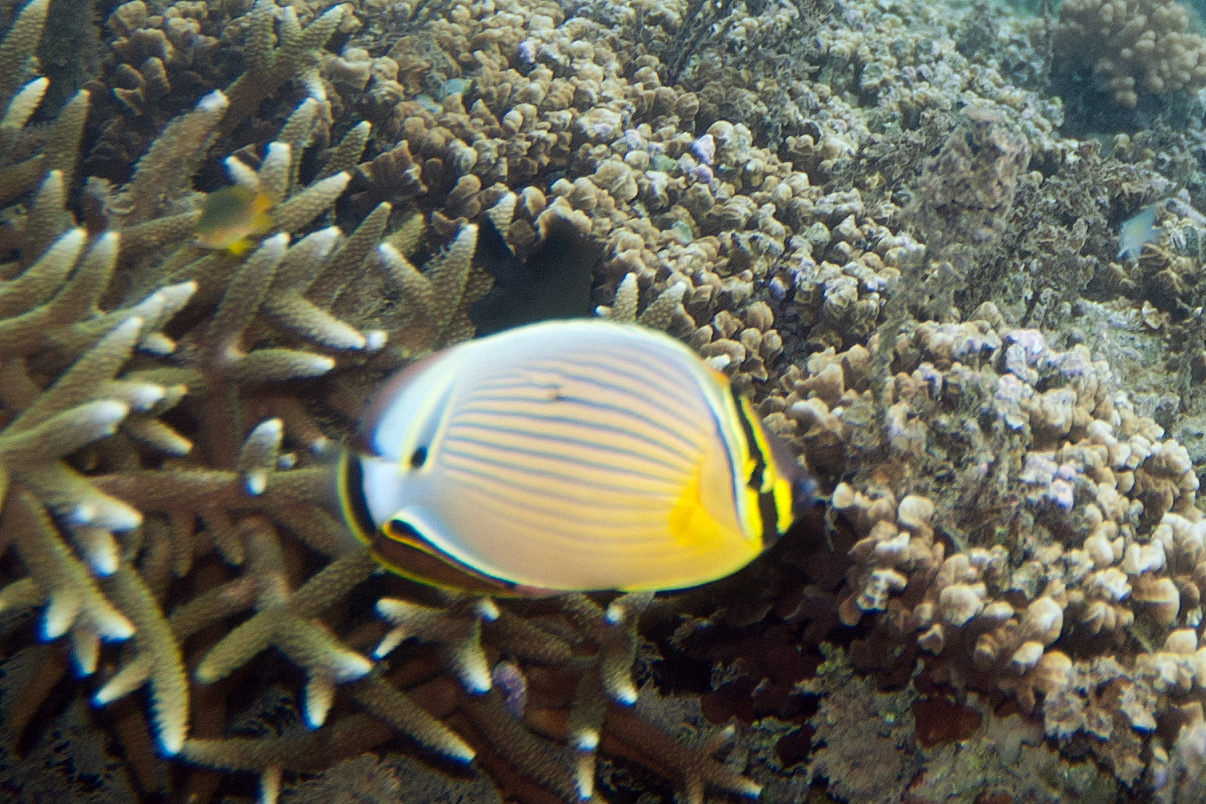
C. lunulatus en isla Wakaya, Fiyi
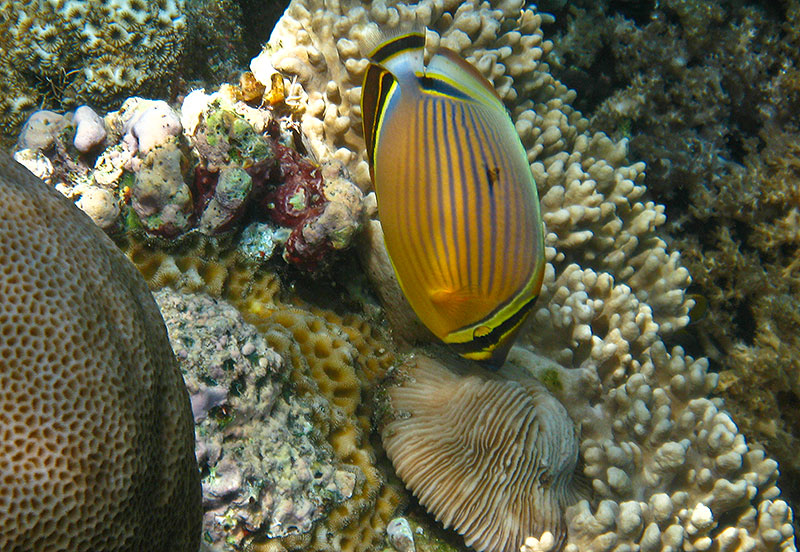
Alimentándose de coral, posiblemente Halomitra pileus, en Bunaken, Indonesia
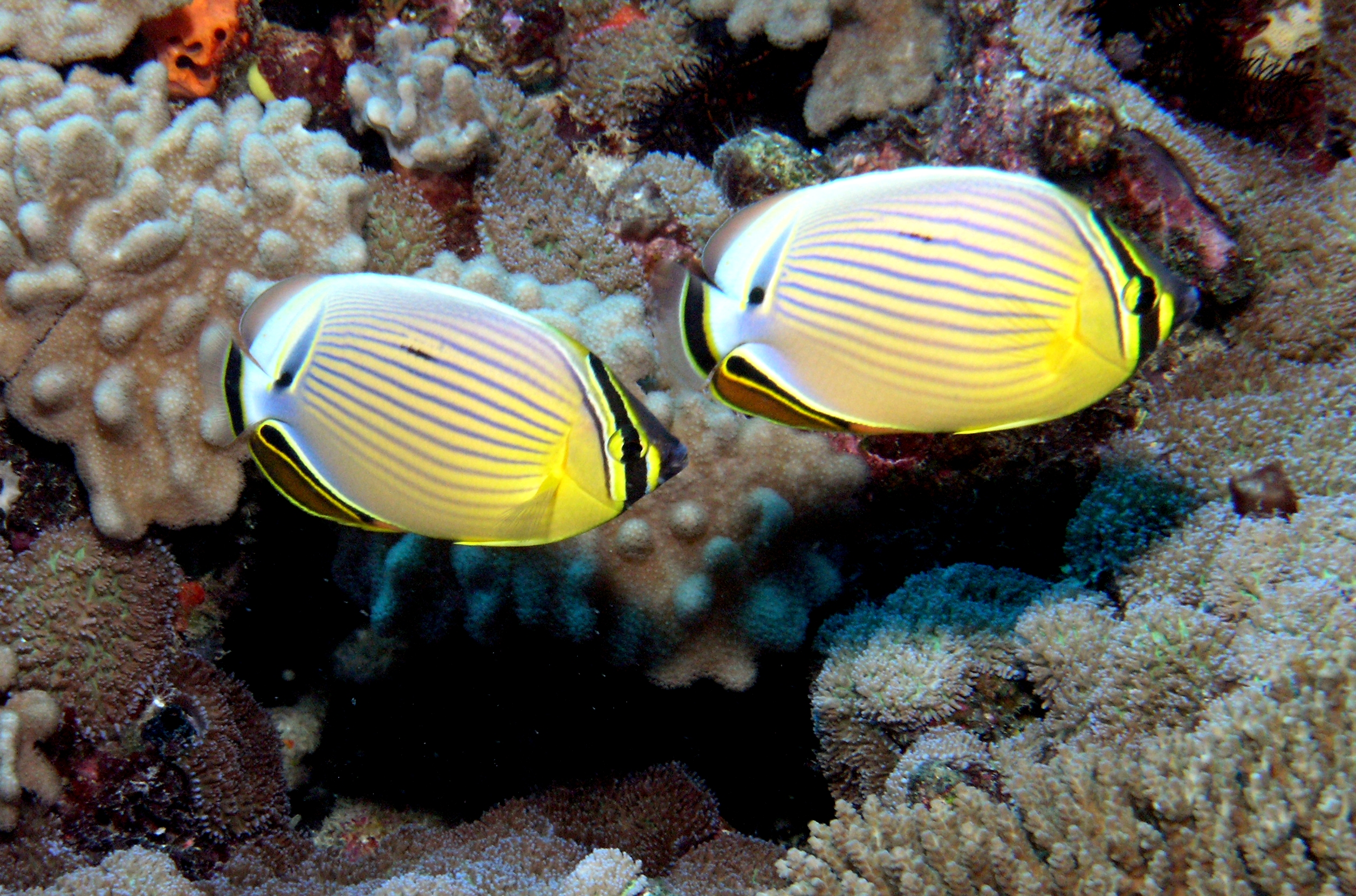
Pareja de C. lunulatus en Fiyi
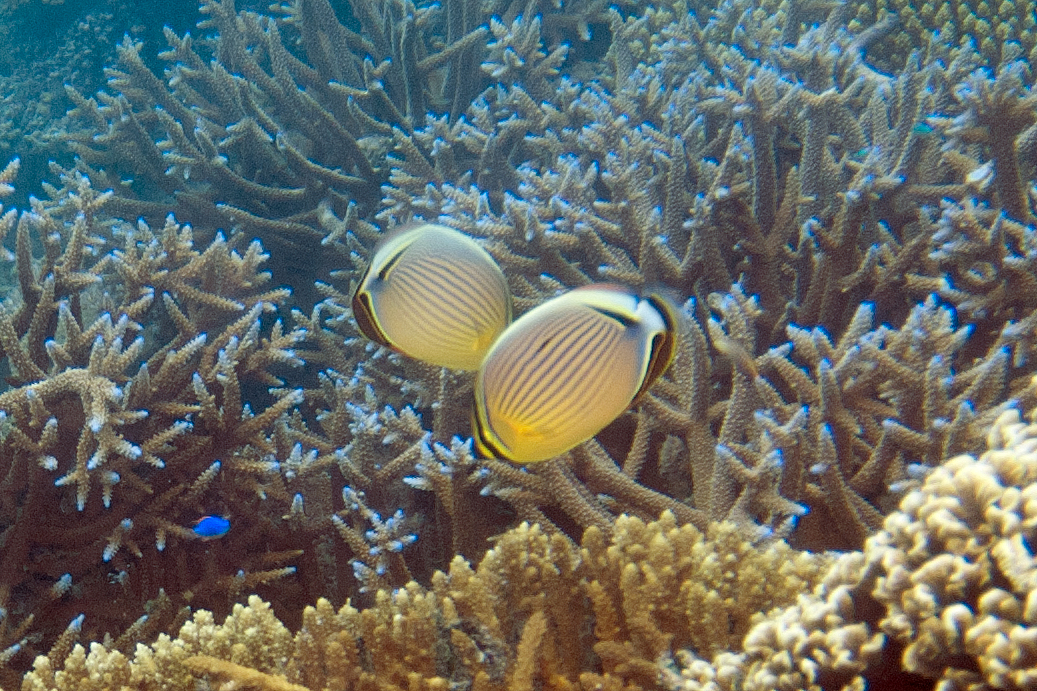
Pareja de C. lunulatus alimentándose en, posiblemente, Acropora horrida